# Noalhac
Noalhac est une commune française, située dans le nord-ouest du département de la Lozère en région Occitanie.
Exposée à un climat de montagne, elle est drainée par le Bès, la Bédaule, le Rouanel et par divers autres petits cours d'eau. Incluse dans le parc naturel régional de l'Aubrac, la commune possède un patrimoine naturel remarquable composé de deux zones naturelles d'intérêt écologique, faunistique et floristique.
Noalhac est une commune rurale qui compte 95 habitants en 2022, après avoir connu un pic de population de 377 habitants en 1856.  Elle fait partie de l'aire d'attraction de Saint-Chély-d'Apcher. Ses habitants sont appelés les Noalhacois ou  Noalhacoises.

## Géographie

### Localisation
Commune située dans le nord du département de la Lozère, proche de celui du Cantal. Géographiquement dans le Massif central en Aubrac.

### Communes limitrophes
Les communes limitrophes sont  Chauchailles, Fournels, La Fage-Montivernoux, La Fage-Saint-Julien, Saint-Juéry, Saint-Laurent-de-Veyrès et Termes.
|              | Saint-Juéry             | Fournels                     |
| Chauchailles | Noalhac                 | Termes, La Fage-Saint-Julien |
|              | Saint-Laurent-de-Veyrès | La Fage-Montivernoux         |

### Milieux naturels et biodiversité

#### Espaces protégés
La protection réglementaire est le mode d’intervention le plus fort pour préserver des espaces naturels remarquables et leur biodiversité associée,.
La commune fait également partie du parc naturel régional de l'Aubrac, créé par décret le 23 mai 2018 et occupant une superficie de 220 284 ha. Région rurale de moyenne montagne, l’Aubrac possède un patrimoine encore bien préservé. Son économie rurale, ses paysages, ses savoir-faire, son environnement et son patrimoine culturel reconnus n'en demeurent pas moins vulnérables et menacés et c'est à ce titre que cette zone a été protégée,.

#### Zones naturelles d'intérêt écologique, faunistique et floristique
L’inventaire des zones naturelles d'intérêt écologique, faunistique et floristique (ZNIEFF) a pour objectif de réaliser une couverture des zones les plus intéressantes sur le plan écologique, essentiellement dans la perspective d’améliorer la connaissance du patrimoine naturel national et de fournir aux différents décideurs un outil d’aide à la prise en compte de l’environnement dans l’aménagement du territoire.
Une ZNIEFF de type 1 est recensée dans la commune :
les « gorges du Bès » (1 345 ha), couvrant 11 communes dont quatre dans le Cantal et sept dans la Lozère et une ZNIEFF de type 2, : 
la « vallée de la Truyère » (30 569 ha), couvrant 40 communes dont quatre dans l'Aveyron, 27 dans le Cantal et neuf dans la Lozère.

Cartes des ZNIEFF de type 1 et 2 à Noalhac.
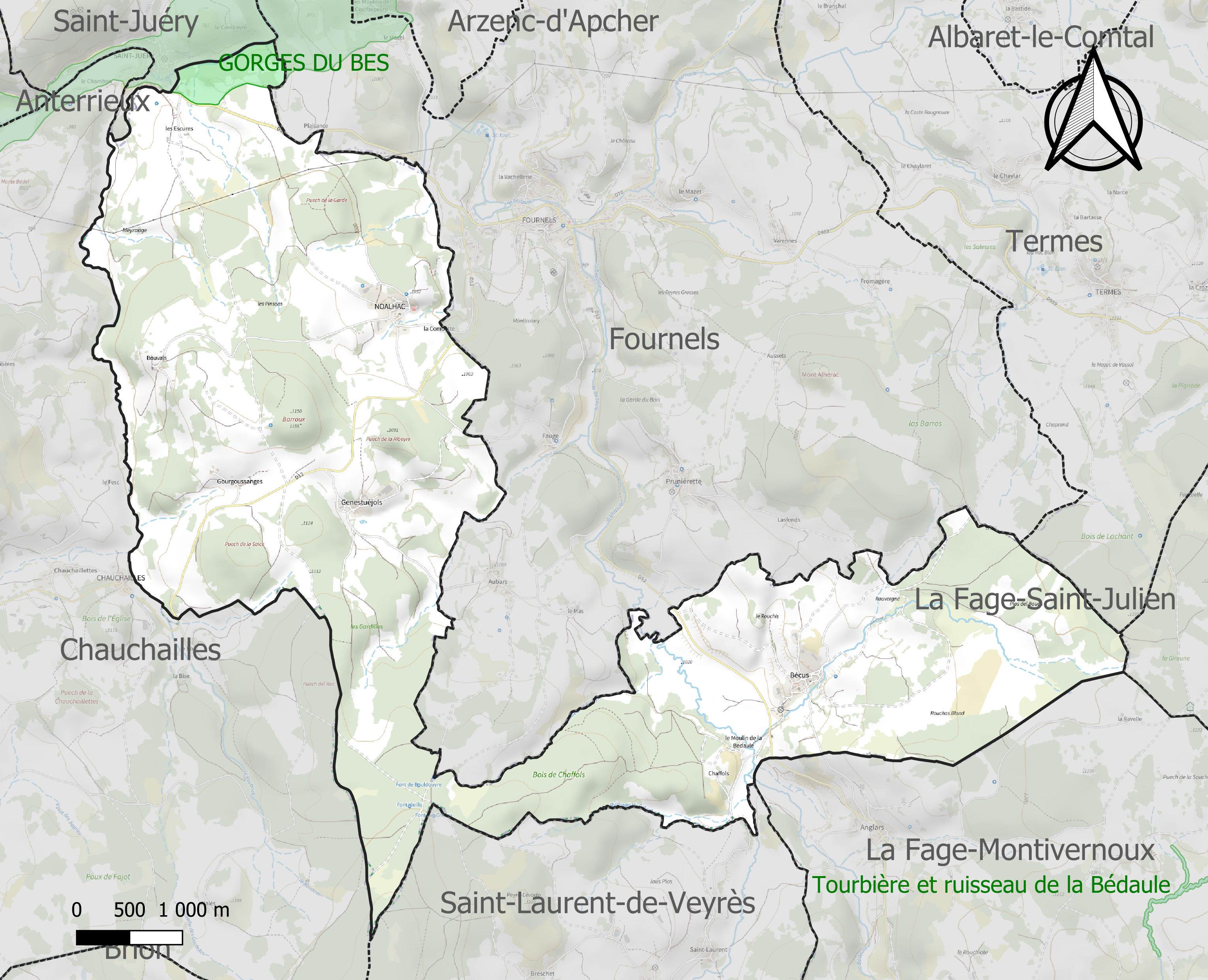
Carte de la ZNIEFF de type 1 sur le territoire de la commune.
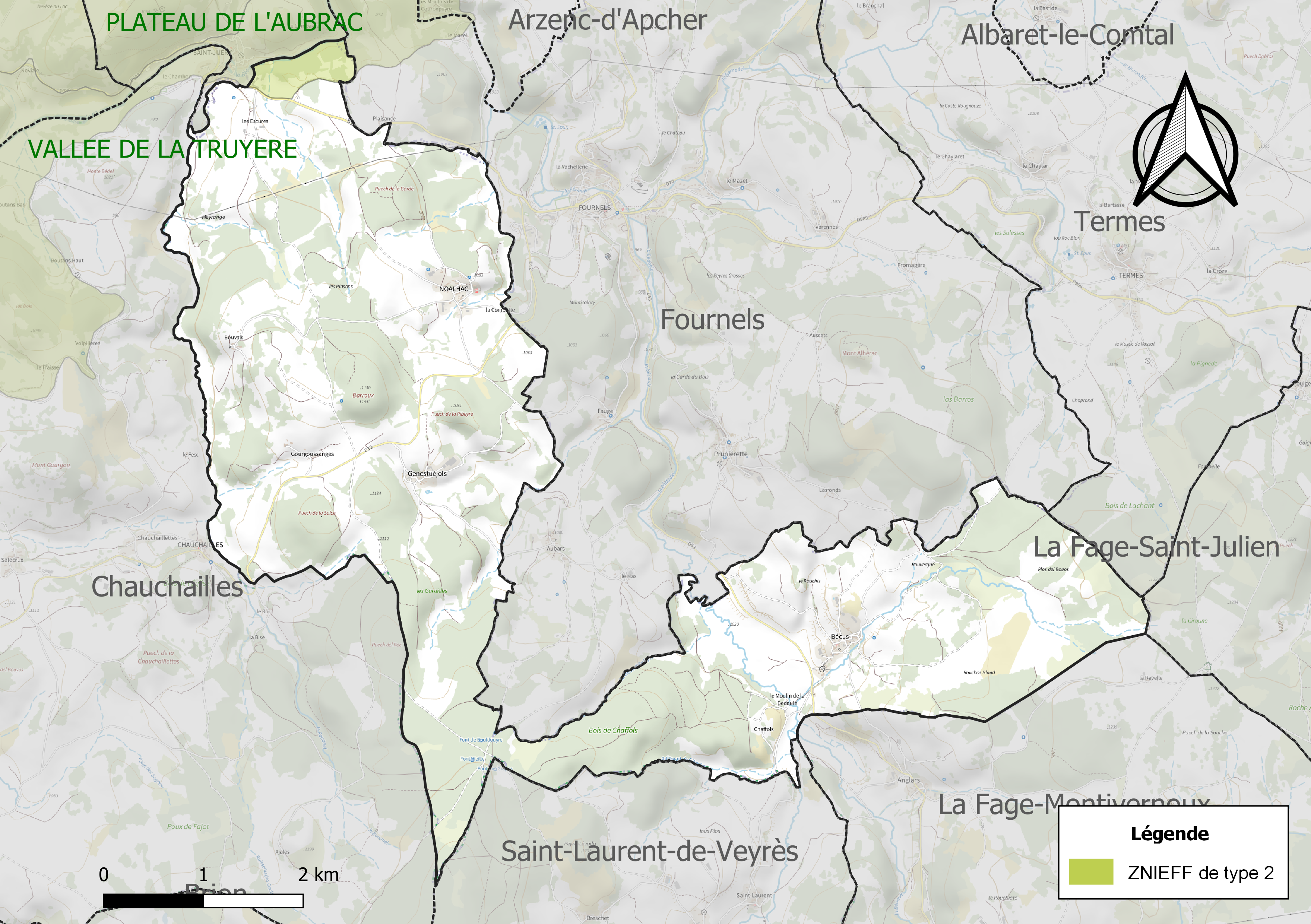
Carte de la ZNIEFF de type 2 sur le territoire de la commune.

## Climat
Pour des articles plus généraux, voir Climat de l'Occitanie et Climat de la Lozère.
En 2010, le climat de la commune est de type climat de montagne, selon une étude s'appuyant sur une série de données couvrant la période 1971-2000. En 2020, Météo-France publie une typologie des climats de la France métropolitaine dans laquelle la commune est exposée à un climat de montagne ou de marges de montagne et est dans la région climatique Sud-est du Massif Central, caractérisée par une pluviométrie annuelle de 1 000 à 1 500 mm, minimale en été, maximale en automne.
Pour la période 1971-2000, la température annuelle moyenne est de 7,7 °C, avec une amplitude thermique annuelle de 16 °C. Le cumul annuel moyen de précipitations est de 981 mm, avec 10,8 jours de précipitations en janvier et 6,7 jours en juillet. Pour la période 1991-2020, la température moyenne annuelle observée sur la station météorologique la plus proche, située à Peyre en Aubrac à 18 km à vol d'oiseau, est de 8,0 °C et le cumul annuel moyen de précipitations est de 954,9 mm,. Pour l'avenir, les paramètres climatiques de la commune estimés pour 2050 selon différents scénarios d'émission de gaz à effet de serre sont consultables sur un site dédié publié par Météo-France en novembre 2022.

## Urbanisme

### Typologie
Au 1er janvier 2024, Noalhac est catégorisée commune rurale à habitat très dispersé, selon la nouvelle grille communale de densité à sept niveaux définie par l'Insee en 2022.
Elle est située hors unité urbaine. Par ailleurs la commune fait partie de l'aire d'attraction de Saint-Chély-d'Apcher, dont elle est une commune de la couronne,. Cette aire, qui regroupe 22 communes, est catégorisée dans les aires de moins de 50 000 habitants,.

### Occupation des sols
L'occupation des sols de la commune, telle qu'elle ressort de la base de données européenne d’occupation biophysique des sols Corine Land Cover (CLC), est marquée par l'importance des territoires agricoles (51,1 % en 2018), en augmentation par rapport à 1990 (41,1 %). La répartition détaillée en 2018 est la suivante : 
forêts (43,8 %), prairies (34,2 %), zones agricoles hétérogènes (16,9 %), milieux à végétation arbustive et/ou herbacée (5,2 %). L'évolution de l’occupation des sols de la commune et de ses infrastructures peut être observée sur les différentes représentations cartographiques du territoire : la carte de Cassini (XVIIIe siècle), la carte d'état-major (1820-1866) et les cartes ou photos aériennes de l'IGN pour la période actuelle (1950 à aujourd'hui).

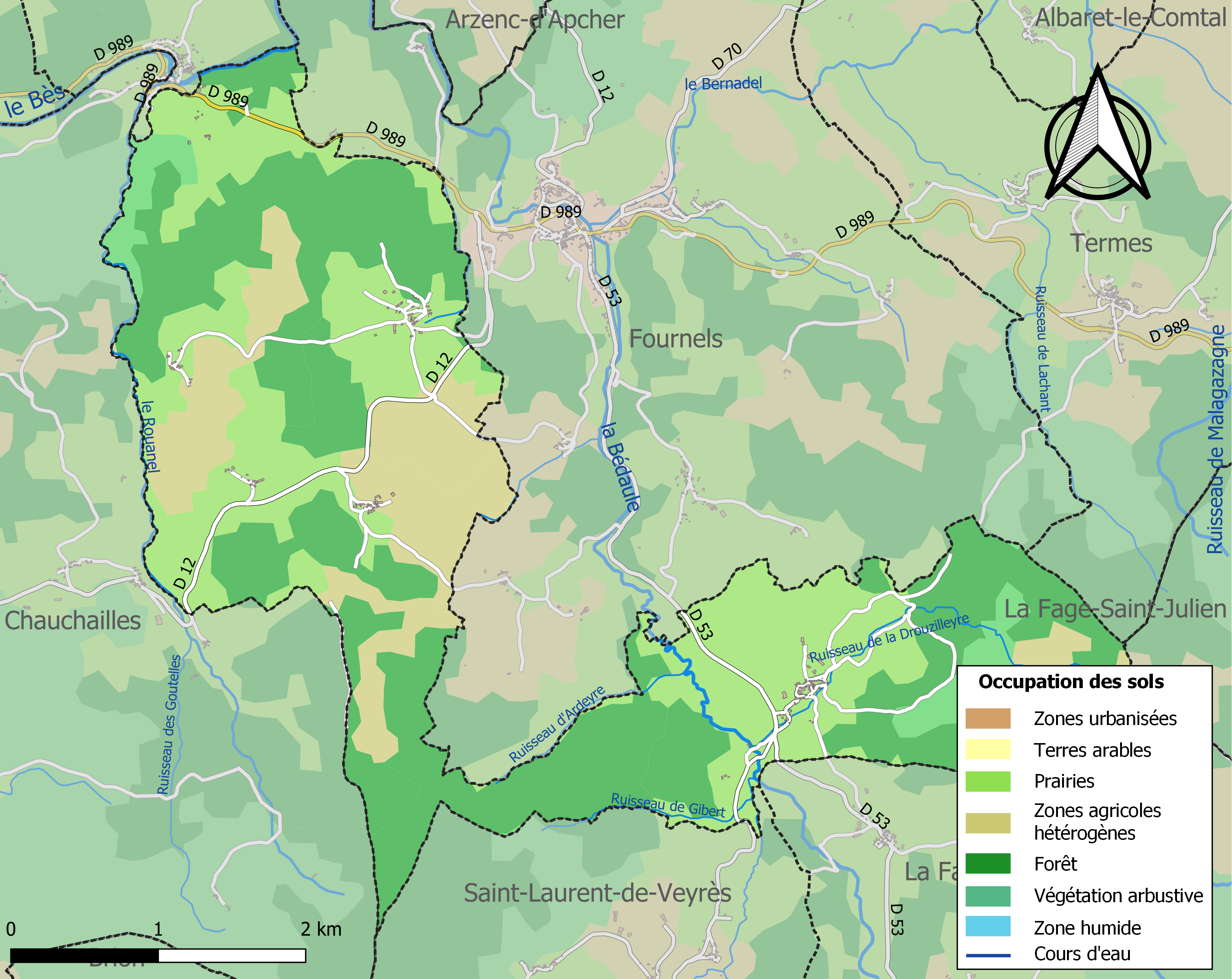
Carte des infrastructures et de l'occupation des sols de la commune en 2018 (CLC).

### Risques majeurs
Le territoire de la commune de Noalhac est vulnérable à différents aléas naturels : météorologiques (tempête, orage, neige, grand froid, canicule ou sécheresse), feux de forêts et séisme (sismicité faible). Il est également exposé à un risque particulier : le risque de radon. Un site publié par le BRGM permet d'évaluer simplement et rapidement les risques d'un bien localisé soit par son adresse soit par le numéro de sa parcelle.

#### Risques naturels
Noalhac est exposée au risque de feu de forêt. Un plan départemental de protection des forêts contre les incendies (PDPFCI) a été approuvé en décembre 2014 pour la période 2014-2023. Les mesures individuelles de prévention contre les incendies sont précisées par divers arrêtés préfectoraux et s’appliquent dans les zones exposées aux incendies de forêt et à moins de 200 mètres de celles-ci. L’arrêté du 23 mars 2018, complété par un arrêté de 2020, réglemente l'emploi du feu en interdisant notamment d’apporter du feu, de fumer et de jeter des mégots de cigarette dans les espaces sensibles et sur les voies qui les traversent sous peine de sanctions. L'arrêté du 23 août 2021, abrogeant un arrêté de 2002, rend le débroussaillement obligatoire, incombant au propriétaire ou ayant droit,,.

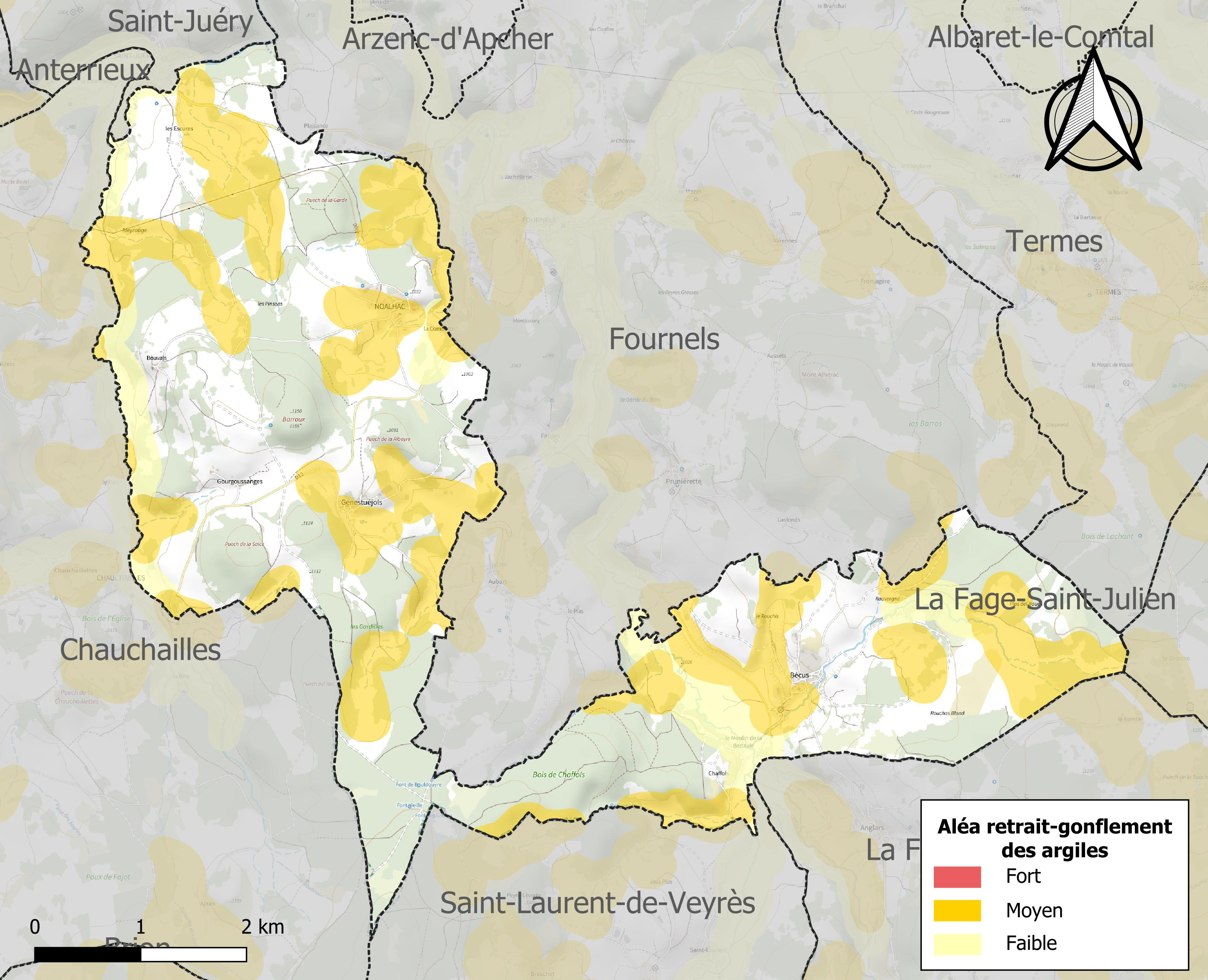
Carte des zones d'aléa retrait-gonflement des sols argileux de Noalhac.

Le retrait-gonflement des sols argileux est susceptible d'engendrer des dommages importants aux bâtiments en cas d’alternance de périodes de sécheresse et de pluie. 33,2 % de la superficie communale est en aléa moyen ou fort (15,8 % au niveau départemental et 48,5 % au niveau national). Sur les 83 bâtiments dénombrés sur le territoire de la commune en 2019,  41 sont en aléa moyen ou fort, soit 49 %, à comparer aux 14 % au niveau départemental et 54 % au niveau national. Une cartographie de l'exposition du territoire national au retrait gonflement des sols argileux est disponible sur le site du BRGM,.
Par ailleurs, afin de mieux appréhender le risque d’affaissement de terrain, l'inventaire national des cavités souterraines permet de localiser celles situées sur le territoire de la commune.
La commune a été reconnue en état de catastrophe naturelle au titre des dommages causés par les inondations et coulées de boue survenues en 1982, 1994, 2003 et 2020. 

#### Risque particulier
Dans plusieurs parties du territoire national, le radon, accumulé dans certains logements ou autres locaux, peut constituer une source significative d’exposition de la population aux rayonnements ionisants. Certaines communes du département sont concernées par le risque radon à un niveau plus ou moins élevé. Selon la classification de 2018, la commune de Noalhac est classée en zone 3, à savoir zone à potentiel radon significatif.

## Politique et administration

### Liste des maires
| Période | Période  | Identité         | Étiquette | Qualité |
| ------- | -------- | ---------------- | --------- | ------- |
| 2001    | En cours | Michel Poulalion |           |         |

### Rattachements administratifs et électoraux
La commune fait partie de la communauté de communes des Hautes Terres de l'Aubrac, ainsi que du canton d'Aumont-Aubrac, dans l'arrondissement de Mende. Le conseiller départemental, depuis 2015, est Alain Astruc, maire d'Aumont-Aubrac.

## Population et société

### Démographie
L'évolution du nombre d'habitants est connue à travers les recensements de la population effectués dans la commune depuis 1793. Pour les communes de moins de 10 000 habitants, une enquête de recensement portant sur toute la population est réalisée tous les cinq ans, les populations de référence des années intermédiaires étant quant à elles estimées par interpolation ou extrapolation. Pour la commune, le premier recensement exhaustif entrant dans le cadre du nouveau dispositif a été réalisé en 2005.

En 2022, la commune comptait 95 habitants, en évolution de −3,06 % par rapport à 2016 (Lozère : +0,11 %, France hors Mayotte : +2,11 %).
| 1793 | 1800 | 1806 | 1821 | 1831 | 1836 | 1841 | 1846 | 1851 |
| ---- | ---- | ---- | ---- | ---- | ---- | ---- | ---- | ---- |
| 313  | 262  | 323  | 299  | 327  | 323  | 271  | 319  | 285  |

| 1856 | 1861 | 1866 | 1872 | 1876 | 1881 | 1886 | 1891 | 1896 |
| ---- | ---- | ---- | ---- | ---- | ---- | ---- | ---- | ---- |
| 377  | 274  | 277  | 311  | 358  | 354  | 324  | 318  | 319  |

| 1901 | 1906 | 1911 | 1921 | 1926 | 1931 | 1936 | 1946 | 1954 |
| ---- | ---- | ---- | ---- | ---- | ---- | ---- | ---- | ---- |
| 309  | 311  | 283  | 270  | 253  | 220  | 203  | 165  | 145  |

| 1962 | 1968 | 1975 | 1982 | 1990 | 1999 | 2005 | 2006 | 2010 |
| ---- | ---- | ---- | ---- | ---- | ---- | ---- | ---- | ---- |
| 142  | 121  | 112  | 107  | 88   | 82   | 95   | 98   | 98   |

| 2015 | 2020 | 2022 | - | - | - | - | - | - |
| ---- | ---- | ---- | - | - | - | - | - | - |
| 94   | 95   | 95   | - | - | - | - | - | - |

## Économie

### Emploi
|                | 2008  | 2013  | 2018  |
| -------------- | ----- | ----- | ----- |
| Commune        | 1,8 % | 5,7 % | 1,7 % |
| Département    | 5 %   | 6,4 % | 7,1 % |
| France entière | 8,3 % | 10 %  | 10 %  |

En 2018, la population âgée de 15 à 64 ans s'élève à 60 personnes, parmi lesquelles on compte 72,4 % d'actifs (70,7 % ayant un emploi et 1,7 % de chômeurs) et 27,6 % d'inactifs,. Depuis 2008, le taux de chômage communal (au sens du recensement) des 15-64 ans est inférieur à celui de la France et du département.
La commune fait partie de la couronne de l'aire d'attraction de Saint-Chély-d'Apcher, du fait qu'au moins 15 % des actifs travaillent dans le pôle,. Elle compte 18 emplois en 2018, contre 13 en 2013 et 14 en 2008. Le nombre d'actifs ayant un emploi résidant dans la commune est de 43, soit un indicateur de concentration d'emploi de 40,5 % et un taux d'activité parmi les 15 ans ou plus de 53,8 %.
Sur ces 43 actifs de 15 ans ou plus ayant un emploi, 17 travaillent dans la commune, soit 38 % des habitants. Pour se rendre au travail, 59,5 % des habitants utilisent un véhicule personnel ou de fonction à quatre roues, 2,4 % les transports en commun, 4,8 % s'y rendent en deux-roues, à vélo ou à pied et 33,3 % n'ont pas besoin de transport (travail au domicile).

## Culture locale et patrimoine

### Lieux et monuments
- Église Saint-Hilaire de Noalhac.
- Église de Bécus.